# Leptopetalum biflorum
Espèce
Leptopetalum biflorum (anciennement Hedyotis biflora) est une espèce de plantes herbacées annuelles ou vivaces de la famille des Rubiaceae.

## Description
Leptopetalum biflorum mesure de 6 à 30 cm de haut avec une tige ramifiée au niveau de sa base et des feuilles ovoïdes opposées mesurant 1 à 3 cm de long. Son inflorescence est une corymbe axillaire. Sa corolle est blanche et composée de quatre petits lobes oblongues avec une étamine par pétale.
Elle produit de très petits fruits renfermant de nombreuses graines noires.

## Répartition et environnement
Elle pousse dans les friches de l'Asie du Sud-Est, en Chine, en Inde et dans les îles du Pacifique. On la retrouve depuis le niveau de la mer jusqu'à 2 300 m d'altitude, dans des milieux ouverts à semi-ouverts (prairies, marécages) mais aussi dans des milieux sablonneux et des étangs à sec.

## Systématique et taxonomie
Le nom correct complet (avec auteur) de ce taxon est Leptopetalum biflorum (L.) Neupane (d) & N.Wikstr. (d).
L'espèce a été initialement classée dans le genre Oldenlandia sous le basionyme Oldenlandia biflora L.,.
Leptopetalum biflorum a pour synonymes :
- Gonotheca biflora (L.) Masam.
- Hedyotis alsinifolia Zipp.
- Hedyotis alsinifolia Zipp. ex Span.
- Hedyotis biflora var. uniflora Kurz
- Hedyotis biflora (L.) Lam.
- Hedyotis blumeana Steud.
- Hedyotis burmanniana Schult. & Schult.f.
- Hedyotis corymbosa subsp. ampla Fosberg
- Hedyotis corymbosa subsp. tereticaulis W.C.Ko
- Hedyotis debilis Roem. & Schult.
- Hedyotis dichotoma Cav.
- Hedyotis gracilis DC.
- Hedyotis hermanniana R.M.Dutta
- Hedyotis media Cav.
- Hedyotis multiflora Cav.
- Hedyotis paniculata Rottler
- Hedyotis paniculata Rottler ex Wight & Arn.
- Hedyotis ramosissima Blume
- Oldenlandia biflora L.
- Oldenlandia brachypoda Zoll.
- Oldenlandia brachypoda Zoll. ex Miq.
- Oldenlandia corymbosa subsp. corymbosa
- Oldenlandia dichotoma (Cav.) Willd.
- Oldenlandia dichotoma (Cav.) Willd. ex Cham. & Schltdl.
- Oldenlandia multiflora (Cav.) DC.
- Oldenlandia radicans Roxb.
- Oldenlandia radicans Roxb. ex Wight & Arn.
- Thecagonum biflorum (L.) Babu